# Zygophyllum brachypterum
Zygophyllum brachypterum là một loài thực vật có hoa trong họ Zygophyllaceae. Loài này được Kar. & Kir. miêu tả khoa học đầu tiên năm 1841.